# Клины (Смоленская область)
Клины — деревня в Починковском районе Смоленской области России. Входит в состав Княжинского сельского поселения. Население — 1 человек (2007).
Расположена в центральной части области в 10 км к западу от Починка, в 9 км западнее автодороги А141 Орёл — Витебск, на берегу реки Серебрянка. В 12 км восточнее деревни расположена железнодорожная станция Починок на линии Смоленск — Рославль.

## История
В годы Великой Отечественной войны деревня была оккупирована гитлеровскими войсками в июле 1941 года, освобождена в сентябре 1943 года.